# Fiat 505

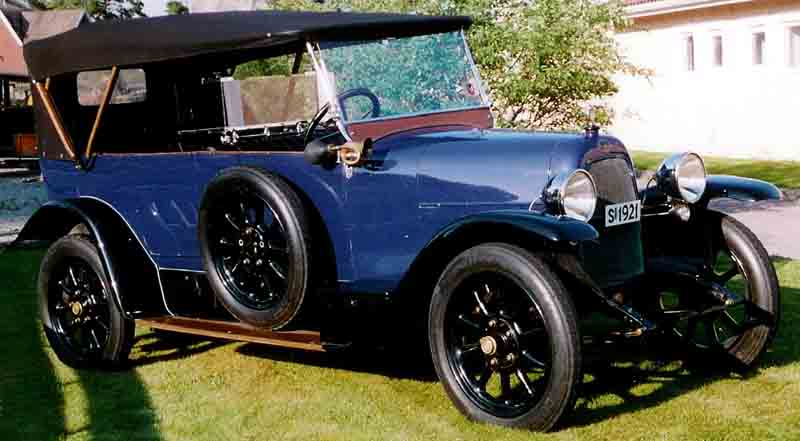

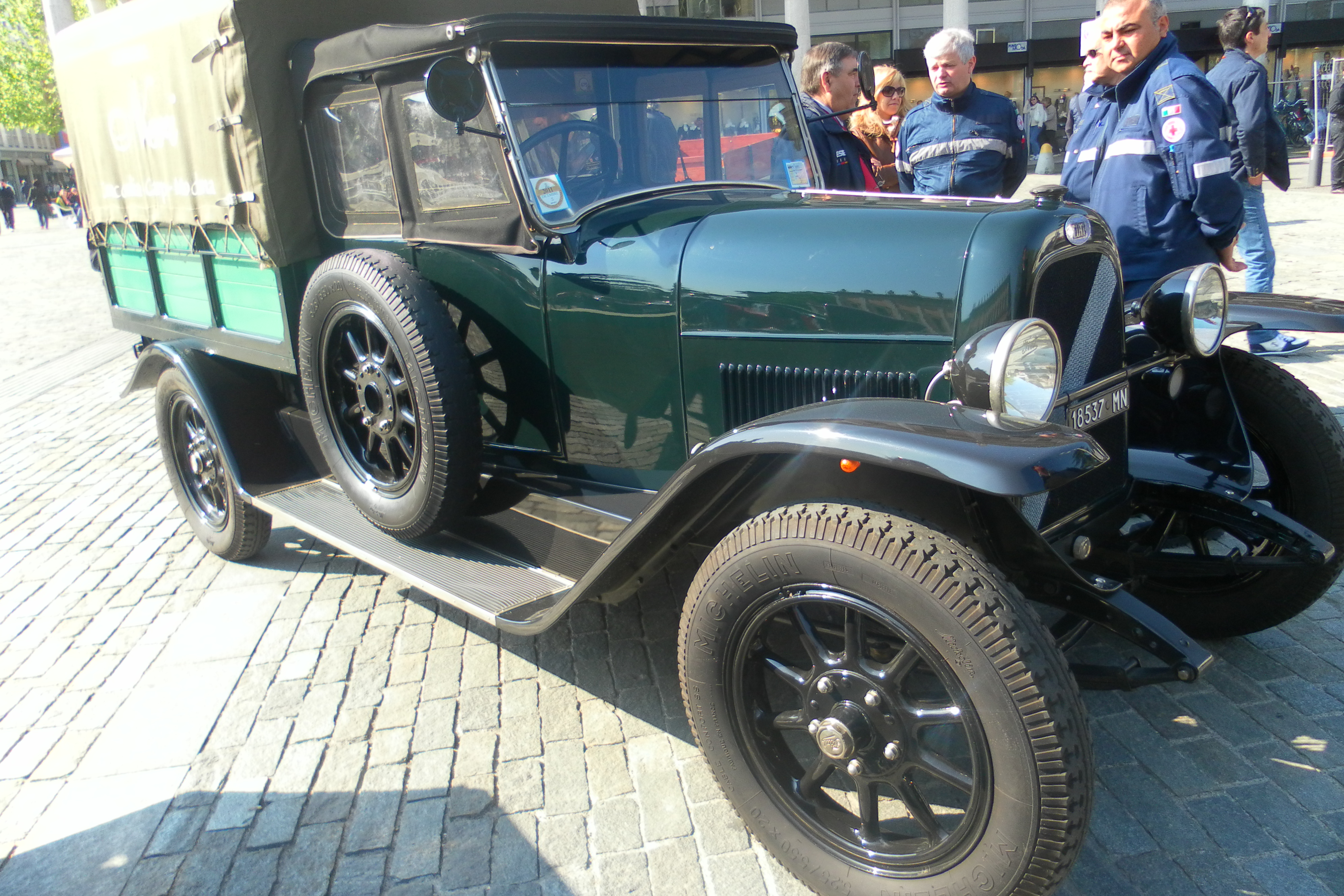

El Fiat 505 es un automóvil de pasajeros producido por Fiat entre 1919 y 1925. El 505 se basó en el mismo diseño básico que el Fiat 501 de cuatro cilindros, pero con un motor más grande y dimensiones exteriores más grandes. Con un motor de 2296 cc (30 hp), el automóvil podría alcanzar una velocidad máxima de 80 kilómetros por hora.
Se produjeron 30 000 unidades del Fiat 505.
Al igual que muchos modelos clásicos de la era, este automóvil cuenta con una robustez legendaria, el Fiat 505 tenía una versión de utilidad, tuvo un gran éxito comercial. Este chasis particularmente robusto fue utilizado mucho por los bomberos italianos. Varias empresas especializadas utilizaron este modelo para equiparlos en tanques.
Proporcionó una potencia de 30 CV que hizo que el automóvil alcanzara los 80 km / h. Con respecto al antepasado, también se aumentaron las dimensiones. La transmisión fue de cuatro velocidades.
Se fabricó en diferentes versiones, sedán, torpedo, descapotable, camioneta pickup, etc.  